# Alypia quadriguttalis
Alypia quadriguttalis là một loài bướm đêm trong họ Noctuidae.